# 中村育美
中村 育美（なかむら いくみ、1985年10月8日 ‐ ）は、日本のゲームのクリエイティブ・ディレクター、コンセプトアーティスト、グラフィックデザイナー。代表作は、『大神』、『ベヨネッタ』、『サイコブレイク』、『Ghostwire: Tokyo』。

## 経歴
株式会社カプコンに入社後、カプコン子会社（当時）クローバースタジオ株式会社に移籍。『大神』の開発経て、プラチナゲームズ株式会社に創設時から所属し、『ベヨネッタ』、『スケイルバウンド』に関わる。ゼニマックスグループ内の開発スタジオである株式会社Tango Gameworksの創設時から参加。『サイコブレイク』にアートディレクターとして参加。同社の作品であるクリエイティブディレクターを務める『Ghostwire: Tokyo』を2019年6月に米国のロサンゼルスで開催している世界最大のコンピューターゲームの見本市であるElectronic Entertainment Expoにて発表。
2019年9月にTango Gameworksを退社。
2022年3月にUNSEENを設立。

## 作品
- 大神（2006年4月20日、PS2） - 3Dエンバイロメントアーティスト
- ベヨネッタ（2009年10月29日、Xbox 360・PS3） - コンセプトアーティスト
- スケイルバウンド（英語版） - コンセプトアーティスト
- サイコブレイク（2014年10月23日、Win、PS3、PS4、Xbox 360） - アートディレクター
- Ghostwire: Tokyo - クリエイティブディレクター